# Паметник на Петко Славейков (София)
Паметникът на Петко Славейков в Борисовата градина в София е създаден през 1931 г. от скулптора Андрей Николов.
Изграден е от бронз и гранит със средства на Министерство на народната просвета.